# Physik der Raumzeit
Das Buch Physik der Raumzeit (englischer Originaltitel Spacetime Physics) behandelt die spezielle Relativitätstheorie von Albert Einstein. Autoren sind der mehrfach ausgezeichnete theoretische Physiker John A. Wheeler sowie der Physiker und Physikdidaktiker Edwin F. Taylor. Die Originalausgabe erschien im Jahre 1966 bei W. H. Freeman and Company, ebenso wie die überarbeitete Neuauflage aus dem Jahre 1992, die auch der aktuellen deutschen Auflage zugrunde liegt. Das Buch eröffnet einen selten gewählten, geometrischen Zugang zur Relativitätstheorie bei gleichzeitigem Verzicht auf Höhere Mathematik. Der weitaus größere Teil ist der relativistischen Kinematik und nur ein kleiner Teil der relativistischen Dynamik gewidmet.
Das englische Original wird kostenlos zum Download angeboten.

## Inhalt
Das Buch umfasst zehn Kapitel (Kapitel 1 bis 9 und Kapitel L). Nach einer Einführung in das grundsätzliche Konzept der Raumzeit (Kapitel 1) werden Inertialsysteme eingeführt (Kapitel 2) und die Konsequenzen des Relativitätsprinzips sowie insbesondere das Raumzeit-Intervall eingeführt (Kapitel 3), das der quadrierten Norm im Minkowski-Raum entspricht. Im Anschluss wird die Lorentz-Transformation behandelt (Kapitel L), der im weiteren Verlauf des Buches allerdings nur eine geringfügige Bedeutung zukommt (anders als in anderen Büchern zur Relativitätstheorie). Die nachfolgenden Kapitel behandeln unter anderem das Zwillingsparadoxon (Kapitel 4), Weltlinien (Kapitel 5) und den Lichtkegel (Kapitel 6). Die drei letzten Kapitel behandeln die relativistische Dynamik (Kapitel 7 und 8) sowie eine kurze, qualitativ orientierte Einführung in die allgemeine Relativitätstheorie (Kapitel 9). Das Buch enthält am Ende der Kapitel zahlreiche und teilweise sehr umfangreiche Übungsaufgaben, die spezielle Fragestellungen vertiefen.
Wheeler und Taylor folgen der Tradition von Weyl und Einstein, indem sie relativistische Physik in geometrischer Sprache präsentieren, und betonen die Bedeutung der Invarianz des Raumzeit-Intervalls für die gesamte relativistische Kinematik, ebenso wie die Bedeutung der Invarianz der „Impenergie“ (der Vereinigung von Impuls und Energie) für die relativistische Dynamik. Die Autoren unterbrechen den Haupttext des Buches immer wieder durch Verständnisfragen eines fiktiven Lesers, die von den Autoren ausführlich beantwortet werden, und vermeiden den aus ihrer Sicht „oft zu Missverständnissen“ führenden Begriff der relativistischen Masse ebenso wie den Begriff der Ruhemasse.
Die Autoren bemühen sich in ihren gemeinsamen Werken um eine einfache und verständliche Sprache (vergleiche auch Exploring Black Holes) und verzichten in Physik der Raumzeit auf Höhere Mathematik.

## Vorzeichen- und Einheitenkonventionen
Physik der Raumzeit nutzt die Vorzeichenkonvention {\displaystyle +---} für die Berechnung des Raumzeit-Intervalls. Um dem Leser die Berechnung des Raumzeit-Intervalls zu erleichtern, werden zeitliche ebenso wie räumliche Abstände in der Einheit Meter angegeben. Dabei entspricht die Lichtlaufzeit von einem Meter der Zeit, die ein sich mit Lichtgeschwindigkeit bewegendes Teilchen benötigt, um die Strecke von einem Meter zurückzulegen.

## Auflagen und Übersetzungen
- Edwin F. Taylor, John A. Wheeler: Spacetime Physics 2nd Ed. W. H. Freeman and Company, New York 1992. ISBN 978-0-71672-327-1.

Die Originalausgabe ist
- Edwin F. Taylor, John A. Wheeler: Spacetime Physics. W. H. Freeman and Company, San Francisco 1965/66. ISBN 0-7167-0336-X.

Der deutschen Ausgabe von 1994 liegt die überarbeitete englische Auflage von 1992 zugrunde:
- Edwin F. Taylor, John A. Wheeler: Physik der Raumzeit: eine Einführung in die spezielle Relativitätstheorie. Spektrum Akademischer Verlag, Heidelberg 1994. ISBN 978-3-86025-123-2.

## Rezensionen
Jules Aarons betont die Zugänglichkeit und Aufmachung des Buchs: „The subject matter and the presentation are beautifully matched. The authors move through scientific worlds lightly and imaginatively in the text, the format and the illustrations.“ Bezüglich der fachlichen Voraussetzungen an den Leser schreibt er: „A good high-school course in physics would be the least preparation necessary even for the bright student since the examples given, although undemanding mathematically, presuppose a good physics background.“
Jeffrey M. Bowen fällt ein positives Urteil: „Taylor and Wheeler have done a tremendous job of presenting the major concepts of relativity in a manner that not only is immediately accessible but also lays the foundation for further study in general relativity or field theory.“ Er lobt abschließend: „In summary, Spacetime Physics is an excellent introduction to the modern view of relativity.“